# Birstein
Birstein is een gemeente in de Duitse deelstaat Hessen, en maakt deel uit van de Main-Kinzig-Kreis.
Birstein telt 6.191 inwoners.
Bad Orb · Bad Soden-Salmünster · Biebergemünd · Birstein · Brachttal · Bruchköbel · Erlensee · Flörsbachtal · Freigericht · Gelnhausen · Großkrotzenburg · Gründau · Hammersbach · Hanau · Hasselroth · Jossgrund · Langenselbold · Linsengericht · Maintal · Neuberg · Niederdorfelden · Nidderau · Rodenbach · Ronneburg · Schlüchtern · Schöneck · Sinntal · Steinau an der Straße · Wächtersbach